# Dyscia cunicularia
Dyscia cunicularia är en fjärilsart som beskrevs av Eugen Johann Christoph Esper. Dyscia cunicularia ingår i släktet Dyscia och familjen mätare. Inga underarter finns listade i Catalogue of Life.